# Божур (име)
Божур је мушко, српско име.

## Поријекло и значење
Име је домаћа народна творевина.
Назив цвијета је узет за лично име. Потиче из новијег доба када се у народу развио обичај давања имена по називу цвијећа. По народном вјеровању, избор "цвјетног" имена представља израз родитељске жеље да дијете буде прије свега лијепо, љупко и њежно, мило и префињено.

## Изведена имена
Од овог имена изведено је име Божурка.